# Parohijska crkva sv. Petke u Salniku
Parohijska crkva sv. Petke u Salniku, pravoslavna crkva u mjestu Salnik, općini Sveti Ivan Zelina, zaštićeno kulturno dobro.

## Opis dobra
Parohijska crkva sv. Petke nalazi se na blagoj uzvisini u središtu naselja Salnik koji se smatra sjedištem najsjeverozapadnije pravoslavne parohije u Hrvatskoj još od 1570. godine. Sagrađena je 1932. godine u historicističkim stilskim oblicima na mjestu starije građevine. Povišen teren na kojem je građevina smještena možda ukazuje na postojanje srednjovjekovnog arheološkog lokaliteta. To je jednobrodna zidana građevina zaključena užim trostranim svetištem. Pravokutni zvonik završen bakrenom neobaroknom lukovicom uzdiše se iznad glavnoga zapadnog pročelja. Unutrašnjost je svođena oslikanim bačvastim svodom. Svetište je od lađe odijeljeno ikonostasom novije datacije. Parohijska crkva sv. Petke u Salniku građena je u tradiciji sakralne arhitekture devetnaestog stoljeća i jedna je od najzapadnijih pravoslavnih građevina na području Hrvatske te ima kulturno-povijesnu i ambijentalnu vrijednost.

## Zaštita
Pod oznakom Z-xxxx zavedena je kao nepokretno kulturno dobro - pojedinačno, pravna statusa zaštićena kulturnog dobra, klasificirano kao "sakralna graditeljska baština".